# Hugo Mallo Novegil

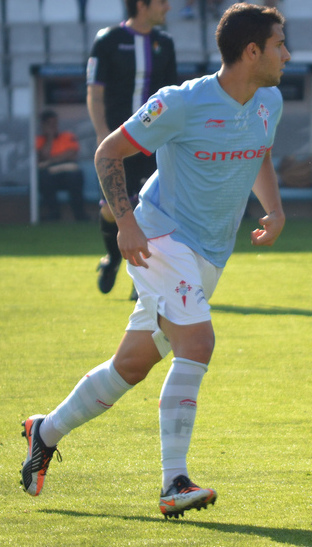
Hugo Mallo

Hugo Mallo Novegil (nascut el 22 de juny de 1991 a Marín, Pontevedra), és un futbolista professional gallec que juga com a lateral dret per l'Aris FC.
Ha jugat tota la seva carrera amb el Celta, equip amb el qual ha disputat més de 400 partits, entre els quals el rècord de 260 a La Liga.
El setembre de 2024 va ser declarat culpable d'haver comés abús sexual a una treballadora del RCD Espanyol.

## Trajectòria esportiva
Mallo va jugar en època juvenil per tres diferents equips locals, i va acabar la seva formació amb el Celta de Vigo. Passà immediatament al primer equip, i va jugar en 25 partits de la segona divisió en la seva primera temporada.
Mallo fou titular en els 34 partits que disputà a la temporada 2011–12, en què els gallecs acabaren segons i retornaren a La Liga després de 5 anys. Va fer el seu debut en aquesta competició el 18 d'agost de 2012, en una derrota a casa per 0–1 contra el Màlaga CF.
El 9 de gener de 2013, durant una derrota per 0–4 en la Copa del Rei contra el Reial Madrid Mallo va patir una lesió al lligament encreuat anterior del seu genoll esquerre, i es va perdre la resta de la temporada. Va marcar el seu primer gol a la màxima categoria el 23 de maig de 2015 en el darrer partit de la temporaca, obrint el marcador d'una victòria per 3–2 a casa contra el RCD Espanyol.
Mallo va marcar al derbi gallec el 23 d'octubre de 2016, en un partit que acabà en victòria del Celta per 4–1 contra els rivals locals del Deportivo de La Coruña. Va disputar també 12 partits de la Lliga Europa de la UEFA 2016–17, en el seu debut continental; a la tornada dels setzens de final, va marcar en una victòria a fora per 2–0 contra l'FC Krasnodar rus (4–1 en el resultat global).
El 5 de maig de 2018, Mallo va arribar al partit número 300 amb el club en un altre derbi local, cosa que el situava en el sisè lloc en la classificació històrica de veterans. Aquell agost, va estar a punt de fitxar pel Fulham FC, acabat d'ascendir a la Premier League, però finalment va renovar amb contracte per cinc anys i una clàusula de rescissió de 50 milions d'euros. El 24 de novembre de 2019 va empatar al quart lloc dels jugadors amb més partits al club, en arribar al número 350 contra el Vila-real CF, i el 28 va esdevenir el jugador més jove a arribar a aquesta xifra amb el club.
Quan va complir 30 anys el juny de 2021, Mallo havia batut el rècord d'Aleksandr Mostovoi de 235 partits amb el Celta a primera. El 15 d'agost d'aquell any, una falta seva en el temps afegit sobre Luis Suárez en una derrota per 2–1 a casa contra l'Atlètic de Madrid va provocar una baralla que va resultar en expulsions per a ell, el rival Mario Hermoso i el preparador físic de l'Atléti Óscar Ortega. Va tornar de la suspensió 13 dies després en una derrota per 1-0 al mateix escenari, davant l'Athletic Club, en el seu partit número 400.

## Internacional
Va formar part de la selecció espanyola sub-19 que va disputar el Campionat d'Europa de la UEFA Sub-19 de 2010 en què la selecció espanyola hi va quedar subcampiona.

## Acusació d'abús sexual
Al setembre de 2024, Hugo Mallo va ser condemnat per abús sexual pel Jutjat penal número 19 de Barcelona . Els fets van tenir lloc cinc anys abans, quan el jugador va ficar mà a una treballadora del club de futbol Espanyol, en el camp del qual jugava el RC Celta.